# José Afonso

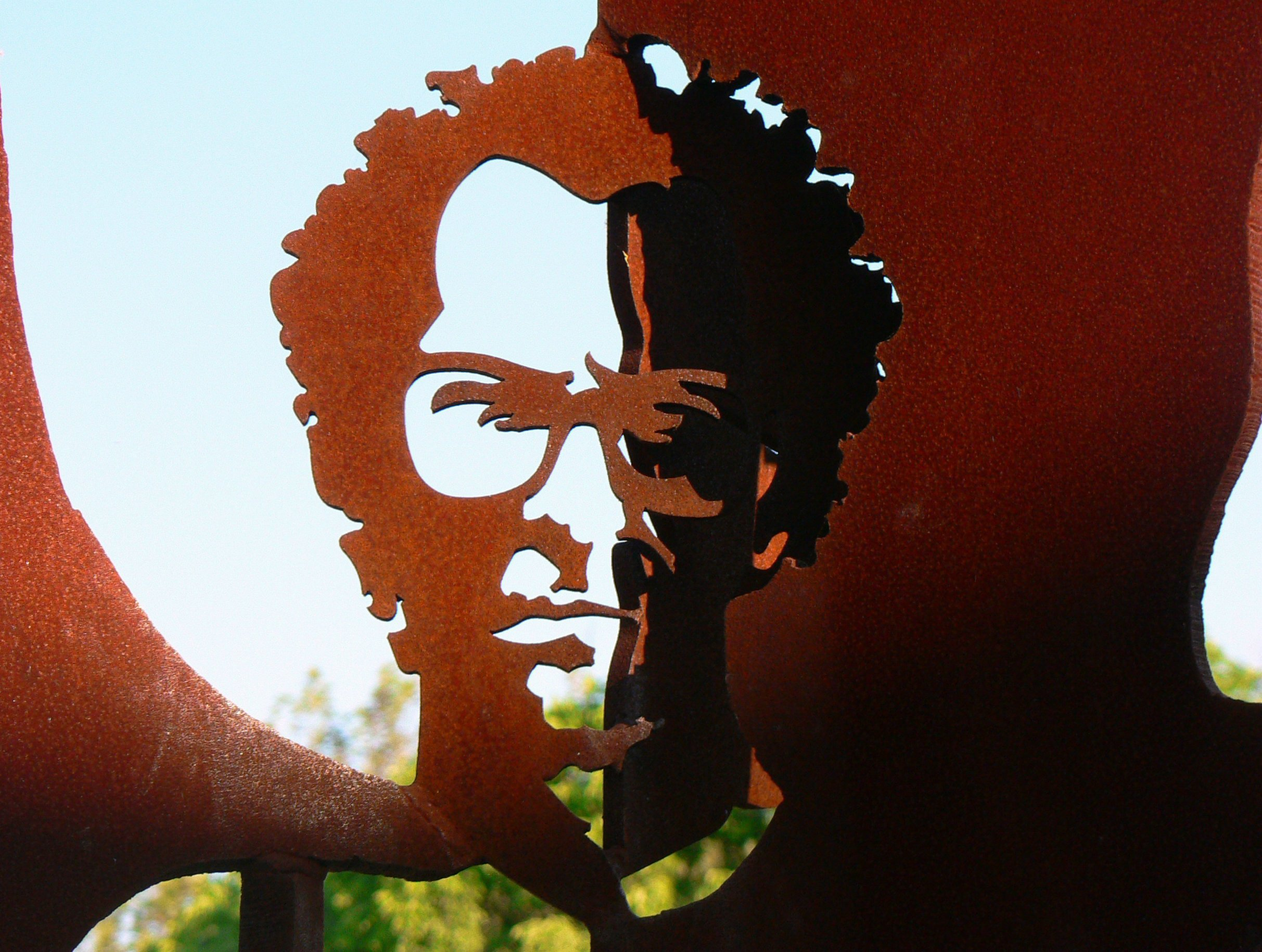
Detail uit het monument voor José Afonso in Grândola

José Manuel Cerqueira Afonso dos Santos, bijgenaamd Zeca (Aveiro, 2 augustus 1929 – Setúbal, 23 februari 1987) was een Portugees zanger. Hij is een van de belangrijkste folk- en politiek geïnspireerde musici in de Portugese geschiedenis.

## Leven
Afonso werd geboren in de Portugese kustplaats Aveiro. Zijn vader werkte voor diverse rechtbanken in de koloniën en hij verbleef soms bij zijn ouders in Angola en Mozambique en soms bij de familie in het thuisland. Toen zijn ouders in 1942 op Oost-Timor waren, werden ze geïnterneerd door de Japanners, en contact tussen vader, moeder en zoon werd pas weer in 1945 hersteld.
In 1945 trad hij toe tot de eerste klassen van de oudste universiteit van Europa, de Universiteit van Coimbra. Hier had hij ook zijn eerste optredens. Hij trouwde en in 1949 ging hij Geschiedenis en Filosofie studeren.
Nadat hij in 1955 afstudeerde, heeft hij twee jaar dienstplicht vervuld, als vader van twee kinderen. Hij zat economisch aan de grond en was gescheiden. Hij bracht dat jaar ook zijn eerste lp uit, Fados de Coimbra.
Afonso werd leraar en zette zijn eerste stappen op het politieke pad toen hij de kandidatuur van Humberto Delgado voor het presidentschap steunde. Delgado verloor de verkiezingen met ruime marge, een marge die de dictatuur alleen kon behalen door flink met de resultaten te sjoemelen. Een paar jaar later werd Delgado in ballingschap vermoord door een commando van de door de Gestapo getrainde geheime politie PIDE. Afonso keerde zich meer en meer tegen de heersende dictatuur met haar onderdrukking, martelbunkers en gevangenissen.
Hij combineerde zijn leraarschap met optredens in binnen- en buitenland en het opnemen van lp's. Ondanks artistiek succes bleef hij lesgeven, en vertrok in 1964 weer naar Mozambique. Hier merkte hij dat de onderdrukking in het thuisland nog werd overtroffen door de manier waarop de koloniale machthebber de vrijheidsbeweging FRELIMO aanpakte.
In 1967 keerde hij terug naar Portugal en een jaar later werd hem verboden om nog langer les te geven. Hij legde zich steeds meer toe op het zingen, schrijven en componeren. In 1973 trok Afonso door het land, tegengewerkt door de machthebbers die zijn optredens geregeld verhinderden. Hij belandde voor korte tijd in de gevangenis. Op 29 maart 1974 had hij, samen met andere artiesten, een optreden in het Coliseu in Lissabon. De voorstelling werd afgesloten met het lied Grândola, Vila Morena. In de zaal waren onder meer soldaten aanwezig die later zouden deelnemen aan de Anjerrevolutie. Zij besloten dit lied te kiezen als symbool voor de revolutie. Een maand later, op 25 april om tien voor half een in de morgen, klonk Grândola, Vila Morena op de zender van Rádio Renascença. Dit was het afgesproken signaal waarmee de revolutie begon.
Na de Anjerrevolutie van 25 april 1974 liet Afonso zich politiek niet onbetuigd. In de chaotische jaren waarin het oude regime, gesteund door de Kerk, en de nieuwe regering elkaar openlijk en clandestien bevochten, steunde hij de revolutionaire vleugel van Politiek Links.
Tot zijn dood in 1987 bleef hij een luis in de pels van zowel links als rechts en leverde hij felle kritiek op de elkaar opvolgende democratische regeringen.
José Afonso stierf in Setúbal op 23 februari 1987, om 3 uur in de ochtend, slachtoffer van sclerosis die al in 1982 ontdekt was. Zijn begrafenis werd bijgewoond door 30.000 mensen; de processie duurde 2 uur en was 1300 meter lang. Zijn kist was, volgens zijn wens, bedekt met een rode vlag zonder symbolen.

## Muzikale ontwikkeling
Afonso begon zijn carrière als zanger, schrijver en componist in Coimbra. Wordt de fado in Lissabon gezongen door zowel mannen als vrouwen, die van universiteitsstad Coimbra wordt van origine slechts door mannen gezongen. Na enkele fado-lp's liet hij die stijl steeds meer los en ontwikkelde samen met tijdgenoten zoals Sérgio Godinho en Luís Cília het Nova Canção. Na de revolutie was er echter een nieuwe vorm nodig. Niet langer was de revolutie, maar de democratie met haar vrijheden en beperkingen de leidraad. Zo ontwikkelde zich het Canto Livre.
Kenmerkend voor de muziek van Afonso is zijn politieke engagement. Direct of verholen gaf hij steeds feller commentaar op de misstanden in zijn vaderland en zijn koloniën. Deze kritische houding bracht hem geregeld in aanraking met de PIDE en hij heeft menige cel van binnen gezien.
- Biblioteca Nacional de España: XX821429
- Bibliothèque nationale de France: cb14019333w (data)
- Catàleg d'autoritats de noms i títols de Catalunya: 981058507922706706
- Gemeinsame Normdatei: 118745832
- International Standard Name Identifier: 0000 0001 1631 7043
- Library of Congress Control Number: n80120245
- MusicBrainz: d06e7e71-0178-4e66-8150-044ff6047d64
- Nationale Bibliotheek van Israël: 987007324750505171
- Nederlandse Thesaurus van Auteursnamen: 068173040
- Istituto Centrale per il Catalogo Unico: MILV298163
- LIBRIS: 309520
- SNAC: w6km0b5p
- Système universitaire de documentation: 166970468
- Virtual International Authority File: 44497926
- WorldCat: E39PBJjmVphr76vGhk6vTvDDv3